# ويل كلاب
ويل كلاب (بالإنجليزية: Will Clapp)‏ هو لاعب كرة قدم أمريكية أمريكي، ولد في 10 ديسمبر 1995 في نيو أورلينز في الولايات المتحدة.

## وصلات خارجية
- ويل كلاب على موقع مرجع كرة القدم المحترفة.كوم (الإنجليزية)